# Planetarium (film)
Pour les articles homonymes, voir Planétarium.
Pour plus de détails, voir Fiche technique et Distribution.
Planetarium est un film français coécrit et réalisé par Rebecca Zlotowski, sorti en 2016.

## Synopsis
Paris, fin des années 1930 ; Kate et Laura Barlow, deux jeunes Américaines médiums, finissent leur tournée mondiale. 
Fasciné par leur don, un célèbre producteur de cinéma, André Korben, les engage pour tourner dans un film follement ambitieux. Prise dans le tourbillon du cinéma, des expérimentations et des sentiments, cette nouvelle famille ne voit pas ce que l’Europe s’apprête à vivre.

## Fiche technique
- Titre original : Planetarium
- Réalisation : Rebecca Zlotowski
- Scénario : Robin Campillo et Rebecca Zlotowski.
- Musique : Robin Coudert
- Décors : Katia Wyszkop
- Montage : Julien Lacheray
- Photographie : Georges Lechaptois
- Son : Olivier Hespel, Charles Autrand, Alexis Place, Sébastien Pierre, Marc Doisne
- Production : Frédéric Jouve
- Coproducteur : Luc et Jean-Pierre Dardenne
- Producteur délégué : Frédéric Jouve
- Sociétés de production : Les Films Velvet et Les Films du Fleuve avec la participation du Centre National de la Cinématographie (CNC), Canal+ et France Télévisions, en association avec les SOFICA Cinémage 10 et Indéfilms 4
- Sociétés de distribution : Ad Vitam
- Pays d’origine :  France
- Budget :
- Langue : français
- Durée : 105 min
- Format : couleur - image 2.35:1 - son Dolby Digital
- Genre : drame, fantastique, romance
- Dates de sortie : 
  -  Canada : 10 septembre 2016 (Festival International du film de Toronto)
  -  Royaume-Uni : 12 octobre 2016 (Festival du film de Londres)
  -  France : 16 novembre 2016

## Distribution
- Natalie Portman : Laura Barlow
- Lily-Rose Depp : Kate Barlow
- Emmanuel Salinger : André Korben
- Pereira Stephane : spectre du mariage
- Pierre Salvadori : André Servier
- Louis Garrel : Fernand Prouvé
- Amira Casar : Eva Saïd
- Damien Chapelle : Louis

## Remarques
« C’était la première fois que je lisais un scénario en français. J’ai étudié en anglais, donc à l’écrit, c’est davantage ma culture. Lire en français, pour moi, c’est tout de suite beaucoup plus littéraire, c’est une autre culture, que j’ai aussi et qui me plait beaucoup »

— Lily-Rose Depp, à propos du scénario en français
- Rebecca Zlotowski a co-écrit le scénario du film avec Robin Campillo[1].
- C'est grâce à Natalie Portman que Lily-Rose Depp a obtenu le rôle de la petite sœur, une idée qu'a immédiatement accueillie avec bienveillance la réalisatrice en déclarant : « Tout me plaisait dans cette image, un corps d’une finesse inouïe surmonté par un visage étrange, gracile et volontaire, parfaitement insensible à la minauderie, mais aussi qu’elle soit désignée par Natalie, qui la plaçait immédiatement sous sa protection. J’ai adoré que la fabrication de cette fratrie de fiction fonctionne comme ça »[1].
- À noter que le personnage interprété par Emmanuel Salinger, André Korben, est librement inspiré de la vie du producteur Bernard Natan[2].

## Lieux de tournage
Le film est tourné à Paris et à Sceaux dans les Hauts-de-Seine ainsi qu'à Boulouris (quartier de la commune de Saint-Raphaël) dans la villa Sainte Anne sur la route de la corniche.

## Distinction

### Nomination et sélection
- Mostra de Venise 2016 : Hors compétition
- César 2017 : Meilleurs décors